# 行橋市立蓑島小学校
行橋市立蓑島小学校（ゆくはししりつ みのしましょうがっこう,英語: Yukuhashi City Minoshima Elementary School）は、福岡県行橋市蓑島にある公立小学校。

## 概要
7学級、児童数51名（2017年度時点）。小規模特認校である。
「蓑島のり新聞」を作成・発行している。常勤のカウンセラーがいる。学校選択制。2014年に創立140周年を迎えた。蓑島漁港の近くにある。

## 教育目標・理念
「豊かな心をもち　しなやかで　たくましい子どもの育成」を掲げている。

## 沿革
- 1877年（明治10年）- 蓑島小学校開校。
- 2017年（平成29年）
  - 10月26日 - 創立140周年記念式典事業。

## クラブ活動
- 科学部

## 通学区域
- 蓑島（1〜5区）、文久（一部）

## 交通アクセス
- 小波瀬西工大前駅から徒歩46分
- 蓑島から徒歩1分（太陽交通バス利用）